# Associazione Sportiva Castel Rigone 2012-2013
Questa voce raccoglie le informazioni riguardanti l'Associazione Sportiva Castel Rigone nelle competizioni ufficiali della stagione 2012-2013.

## Stagione
Nel campionato 2012-2013 arrivò la storica promozione in Lega Pro, che fece di Castel Rigone, club che rappresentava un borgo di poco più di 400 persone, la più piccola società nella storia del calcio italiano ad aver mai raggiunto il professionismo. Ci riuscì vincendo il Girone E di Serie D, superando club dalla storia importante quali Viterbese e Arezzo.
Il cammino nella Coppa Italia di categoria si interruppe bruscamente ai Trentaduesimi di finale a causa della sconfitta contro il Casacastalda ai tiri di rigore.

## Divise e sponsor
Il fornitore tecnico per la stagione 2012-2013 è adidas, mentre non è presente uno sponsor di maglia. La prima divisa consta di un completo bianco con dettagli blu; la seconda uniforme è a tinte inverse.
| Casa | Trasferta |

## Risultati

### Serie D

#### Poule scudetto
| Arbitro: | Viotti (Tivoli) |

|                                                 |           |                    |
| Gai 11’ Agostinelli 17’ Tranchitella 64’ (rig.) | Marcatori | 56’ (rig.) Caselli |

| Arbitro: | Detta (Mantova) |

|                                   |           |  |
| Ghelardoni 11’ Colombo 69’ (rig.) | Marcatori |  |